# Joseph Maria von Lothringen-Vaudémont
Joseph Maria Ludwig Prinz von Lothringen-Vaudémont (* 23. Juni 1759; † 29. März 1812 in Szeged) war während der Koalitionskriege ein emigrierter französischer Adeliger und Feldzeugmeister der kaiserlich-österreichischen Armee.

## Leben

### Herkunft
Joseph Maria entstammte dem Haus Guise, einer Seitenlinie der französischen Linie des Herzogtums Lothringen. Er war der jüngere Sohn von Louis Charles de Lorraine, Comte de Brionne (1725–1761) und Louise de Rohan-Rochefort (1734–1815). Zusammen mit seinem älteren Bruder Karl Eugen von Lorraine-Lambesc (1751–1825) emigrierte er 1791 vor der Französischen Revolution und trat direkt in den Dienst der österreichischen Armee ein, anders als die meisten Verwandten des französischen Königs, die das selbstständig operierende französische Emigranten-Korps bevorzugten.

### Militärkarriere
Im Ersten Koalitionskrieg wurde er in den österreichischen Niederlanden unter Feldmarschall Bender eingesetzt. 1793 wurde er Generalmajor in der Oberrhein-Armee unter Wurmser. 1796 kommandierte er eine Kavallerie-Brigade unter Graf Latour und kämpfte in den Schlachten von Malsch, Neresheim, Würzburg und Schliengen. 1797 wurde er zum Feldmarschallleutnant befördert.
Im Zweiten Koalitionskrieg von 1799 machte er in der österreichischen Hauptarmee in Schwaben unter Erzherzog Karl mit und befehligte in der ersten Schlacht bei Stockach eine Kürassier-Division und in der Ersten Schlacht von Zürich eine Infanterie-Division. Im Feldzug 1800 war er Kommandeur des österreichischen Korps das am 3. Mai 1800 in der zweiten Schlacht bei Stockach vom französischen Korps unter Claude-Jacques Lecourbe vernichtend geschlagen wurde und auch in der darauf folgenden Schlacht bei Meßkirch war er mit dem ihm unterstellten Verbänden nicht erfolgreich. Im Dritten Koalitionskrieg von 1805 kommandierte er wieder ein Kavallerie-Division in der Armee des Erzherzogs Karl in der Schlacht von Caldiero.
1808 wurde er noch zum Feldzeugmeister ernannt und ging in den Ruhestand.

### Ehe und Nachkommen
Joseph Maria heiratete am 30. Dezember 1778 Louise Auguste Elisabeth Marie Colette de Montmorency-Logny (1763–1832), Tochter von Louis Ernest Gabriel, Graf von Logny, die mit Talleyrand befreundet war. Er hatte keine Nachkommen und mit dem Tod seines Bruders, Karl Eugen Prinz von Lothringen, Fürst von Lambesc (1825) starb das Haus Lothringen-Guise aus.